# Alexander Alexandrowitsch Michailow (Astronom)
Alexander Alexandrowitsch Michailow, russisch Александр Александрович Михайлов, englische Transkription Aleksandr Aleksandrovich Mikhailov, (* 14. Apriljul. / 26. April 1888greg. in Morschansk; † 29. September 1983 in Leningrad) war ein russischer Astronom.

## Leben
Michailow studierte an der Lomonossow-Universität und erhielt bei seinem Abschluss 1911 eine Goldmedaille. 1918 bis 1947 war er Astronomie-Professor an der Lomonossow-Universität und unterrichtete daneben ab 1919 Geodäsie am Moskauer Institut für Geodäsie.
1947 bis 1982 war er am Pulkowo-Observatorium in Leningrad (dem Observatorium der Sowjetischen Akademie der Wissenschaften und bekanntesten russischen Observatorium) und war dort bis 1964 Direktor. Er leitete dessen Wiederaufbau nach der Zerstörung im Zweiten Weltkrieg (Neueröffnung 1954). In den 1950ern beobachtete er unter anderem Sonnenaktivität und befasste sich mit der damals neuen Radioastronomie. 1959 war er an der Lunik 3 Mission zum Mond beteiligt. Er war in den 1950er und 1960er Jahren einer der bekanntesten russischen Astronomen (mit vielen Kontakten im Ausland) und war ein Verfasser bekannter russischer Lehrbücher über Astronomie. Er verfasste auch populärwissenschaftliche Arbeiten zur Astronomie und bemühte sich um deren Popularisierung und befasste sich mit Astronomiegeschichte. 1946 bis 1948 war er Vizepräsident der International Astronomical Union. Er starb in seiner Wohnung am Pulkowo-Observatorium.
Zu seinen Arbeitsgebieten gehörten Astrometrie, stellare Astronomie, Gravimetrie und Theorie der Erdfigur, Kartenprojektionen, Raumforschung einschließlich des Mondes, Theorie von Finsternissen (eines seiner Hauptinteressen) und Beobachtung von Finsternissen (wofür er Apparate entwickelte und an vielen Expeditionen teilnahm). Insbesondere versuchte er die von Albert Einstein vorhergesagte Lichtablenkung im Gravitationsfeld der Sonne auszumessen. Das war auch Gegenstand seiner Darwin Lecture vor der Royal Astronomical Society 1959.
1913 erschien die erste Auflage seines Stern-Atlasses und er arbeitete bis ins hohe Alter an detaillierten Stern-Atlanten.
Er war seit 1946 mit der Astronomin Zdenka J. Kadla verheiratet, mit der er einen Sohn hatte.
1959 wurde er Mitglied der Leopoldina und 1964 Mitglied der Sowjetischen Akademie der Wissenschaften. 1978 wurde er Held der sozialistischen Arbeit. Er erhielt neben anderen Auszeichnungen den Leninorden (1945, 1953, 1968 und 1978) und den Orden der Oktoberrevolution (1975). Ihm zu Ehren wurde der Asteroid (1910) Mikhailov benannt. Als Hobby sammelte er photographische Apparate und er übersetzte ausländische wissenschaftliche Literatur ins Russische.

## Schriften
- Theorie der Sonnenfinsternisse (Russisch), 1925
- Vorlesung über Gravimetrie und die Theorie der Erdfigur (Russisch), Moskau 1939
- Theorie der Finsternisse (Russisch), Moskau 1945
- mit Z. Lerman, B. A. Vorontsov-Veliaminov, V. P. Viazanitsyn: A course in astrophysics and stellar astronomy, Israel Program for Scientific Translations, Band 2 1969, Band 3 (Physics of the Solar System) 1966
- Radio Astronomy, Israel Program for Technical Translations, Jerusalem 1967
- mit anderen: An atlas of the moon's far side : the Lunik III reconnaissance, Interscience 1961